# Красильников, Андрей Николаевич
Андре́й Никола́евич Краси́льников (род. 2 мая 1953, Москва) — русский писатель, драматург и общественный деятель.
Прямой потомок адмирала Петра Ивановича Рикорда, участника Крымской войны.

## Биография
Родился в семье ответственного сотрудника Министерства химической промышленности СССР Николая Александровича Красильникова, внука генерал-майора Николая Ксенофонтовича Красильникова, правнука генерал-майора Сергея Георгиевича Тихоцкого, праправнука адмирала Петра Ивановича Рикорда и писательницы Людмилы Ивановны Коростовцевой (Рикорд).
В 1982 году окончил Литературный институт им. А. М. Горького (семинар драматургии Виктора Сергеевича Розова).
В 1986—1988 годах участвовал в создании политического театра на Центральном телевидении. Один из основоположников (вместе с Г. И. Зубковым) жанра вербатим в драматургии («Почему убили Улофа Пальме?», 1987).
С 1992 года — первый секретарь правления Профессионального союза писателей России.
С 2021 года — и. о. руководителя Отделения литературы РАЕН.
В 1992—1998 годах — главный редактор журнала «Отечественные записки». В 1993 году — участник Конституционного совещания Российской Федерации.
В 1994—1996 годах — член Общественной палаты при Президенте Российской Федерации, заместитель председателя комиссии по правам человека.
Судья всесоюзной категории по бадминтону (1978). С 1974 по 1989 год и с 2003 по 2007 год являлся председателем Федерации бадминтона Московской области.

## Семья
Жена — Светлана Владимировна Карпова (род. 1955), почётный работник общего образования Российской Федерации. Сын — Кирилл Андреевич Красильников (род. 1976)
.

## Награды и премии
- 1997 — медаль В память 850-летия Москвы.

## Премии
- 2002 — лауреат Всероссийского конкурса драматургов «Долг. Честь. Достоинство» за пьесу «В ту же реку»

## Основные произведения
Сценарии телевизионного политического театра (совместно с Георгием Ивановичем Зубковым):
- 1986 — Гибель поэта
- 1987 — Почему убили Улофа Пальме?
- 1988 — Кругосветное путешествие Бертольта Брехта

Пьесы:
- 1972 — Баркарола
- 1974 — Рыцари детства
- 1976 — Кому же розы?
- 1978 — Посол Океанской Конфедерации
- 1979 — Вспомним белого сокола
- 1980 — Страстная неделя
- 1983 — Шляпа
- 1985 — Он вернётся
- 1990 — Вольтова дуга (совместно с Георгием Ивановичем Зубковым)
- 1994 — Гений и Смерть (отдельное издание — М.: издательство «ЛиА Р. Элинина», 1996, 48 с.; ISBN 5-86280-064-6)
- 1997 — Возвращение ветра, или Вся власть советникам
- 1998 — Приключения Бертольта Брехта (совместно с Георгием Ивановичем Зубковым)
- 1999 — Пробуждение
- 2000 — Тучка золотая
- 2001 — Когда Юноне скучно
- 2002 — В ту же реку
- 2007 — Неувязка
- 2008 — Приметы времени
- 2013 — Noblesse oblige
- 2014 — Sweet Dreams
- 2020 — Самоизоляция
- 2022 — Воспаление хитрости
- 2022 — Укус змеи
- 2022 — Традиционные ценности, или Тары-бары на две пары
- 2023 — Разговоры с отцом

Романы:
- 2002 — Отпуск (отдельное издание — Тамбов — М. — СПб. — Баку — Вена — Гамбург: издательство МИНЦ «Нобелистика», 2013, 384 с.; ISBN 978-5-86609-171-3)
- 2006 — Старинное древо (отдельное издание — М.: издательство «МИК», 2014, 400 с.; ISBN 978-5-87902-297-1)
- 2008 — Терпеливая история (отдельное издание — М.: издательство «Ирисбук», 2012, 142 с.; ISBN 978-5-452-04776-6)
- 2016 — На краю бездны /первый роман из цикла «Четвёртое благословение»/ («Новый Журнал», № 293: http://newreviewinc.com/andrey-krasilnikov/)